# Copa Té Ratanpuro

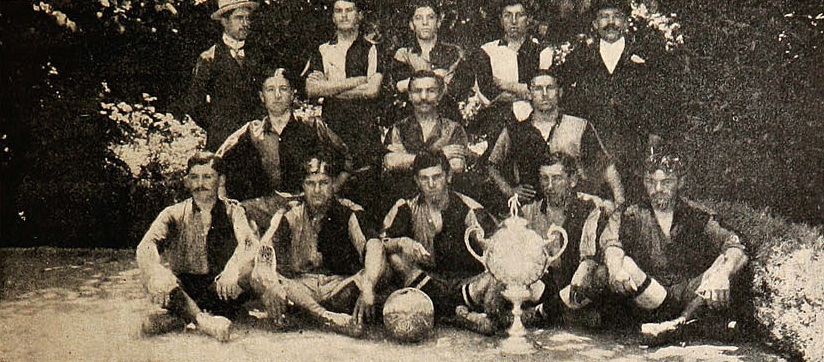
Caupolicán, campeón de 1911, con el trofeo.

La Copa Té Ratanpuro fue una competición de fútbol de Chile disputada entre 1910 y 1916.
Fue auspiciado por la marca británica «Té Ratanpuro».

## Historia
Durante 1909 la famosa marca inglesa de té decidió ingresar al mercado chileno, tal como lo hacía con rápida expansión en los mercados peruanos y argentinos. La estrategia comercial fue realizar un torneo de fútbol.
Para tales efectos la empresa de té confeccionó el trofeo en Inglaterra, el que sería obsequiado al campeón del torneo. 
Clubes de las regiones del Maule hasta La Araucanía asistieron al evento. El primer monarca fue Concepción United, quien superó a los demás participantes: California, Comercial, Brasil, Unión, Magallanes, Gutenberg, Chacabuco, Baquedano, Caupolicán y Caldereros, a los que más tarde se sumaron Rangers de Talca y Fernández Vial.
En 1911 sería Caupolicán de Talcahuano quien levantaría el trofeo. Al año siguiente Unión Caldereros de Talcahuano y, en 1913, el trofeo volvería al equipo que evoca al líder mapuche. 
Luego vino la época dorada de Fernández Vial, club que hace poco había dejado el nombre de Internacional FC. Los ferroviarios obtuvieron el trofeo en las tres ediciones venideras de forma consecutiva. Esto —según las bases— permitió a los penquistas quedarse con el trofeo de forma perpetua.
La resonancia de la competencia permitió a los hermanos Horacio y Bartolo Muñoz, pertenecientes a Fernández Vial, ser nominados la Selección chilena de fútbol para participar de la Copa América 1917.

## El trofeo
El trofeo fue acuñado en WR Grace & Cía. de Londres. Sus detalles fueron confeccionados con fineza en plata esterlina con incrustaciones de piedras preciosas. La altura de la copa es de medio metro. 
Se puede leer en su grabado principal: Obsequio de los propietarios de Té Ratanpuro para ser disputado por los clubs de football de Concepción y Talcahuano. Aunque luego se añadieron otras ciudades invitadas. 
El trofeo permanece desde entonces en las oficinas del club Fernández Vial donde ha soportado tres terremotos y dos incendios, siendo el más peligroso el siniestro registrado en 1961. 
Desde 2011 es motivo de estudio por diversos historiadores de fútbol, lo que permitió recabar antecedentes únicos que fueron recopilados presencialmente en Inglaterra y mostrados al público durante el centenario del torneo en 2016.

## Campeonatos por temporada
| Año  | Campeón                        |
| ---- | ------------------------------ |
| 1910 | Concepción United              |
| 1911 | Caupolicán de Talcahuano       |
| 1912 | Unión Caldereros de Talcahuano |
| 1913 | Caupolicán de Talcahuano       |
| 1914 | Fernández Vial                 |
| 1915 | Fernández Vial                 |
| 1916 | Fernández Vial                 |

## Títulos por equipo
| Club                     | Campeón | Temporadas Campeón |
| ------------------------ | ------- | ------------------ |
| Fernández Vial           | 3       | 1914, 1915, 1916   |
| Caupolicán de Talcahuano | 2       | 1911, 1913         |
| Concepción United        | 1       | 1910               |
| Unión Caldereros         | 1       | 1912               |